# Rusova Veche
Rusova Veche – wieś w Rumunii, w okręgu Caraș-Severin, w gminie Berliște. W 2011 roku liczyła 85 mieszkańców. 